# Heinz-Jürgen Bothe
Heinz-Jürgen Bothe (født 5. november 1941 i Berlin) er en tysk tidligere roer og olympisk guldvinder.

## Karriere

### Roning
Bothe begyndte sin karriere i toer uden styrmand sammen med Jörg Lucke, og de vandt sammen det østtyske mesterskab i 1963, 1965 og 1968. Han roede også samtidig otter og blev national mester for TSC Berlin i denne i 1963, 1964 og 1967 samt blev nummer to 1968 og 1969. Han var desuden med til at vinde VM-bronze i 1966 i otteren.
Han stillede op ved OL 1968 i Mexico City sammen med Lucke i toeren uden styrmand, men de blev blot nummer tre i indledende heat. De vandt dog sikkert deres opsamlingsheat og klarede sig derpå videre til finalen via en tredjeplads i semifinalen. Finalen blev et tæt løb mellem Lucke og Bothe samt amerikanerne Philip Johnson og Larry Hough og endte med, at østtyskerne sejrede med 0,15 sekund, og amerikanerne fik sølv, mens danske Peter Christiansen og Ib Larsen fik bronze.
I 1969 vandt han EM-sølv i firer med styrmand.

### Videre karriere
Bothe var udlært bådebygger og studerede senere ved Institut für Forschung und Entwicklung von Sportgeräten (FES) – Institut for forskning og udvikling af sportsudstyr. Han var med i udviklingen af de robåde, der var med til at give succes for DDR i 1970'erne og 1980'erne.

## OL-medaljer
- 1968:  Guld i toer uden styrmand